# Marée noire, colère rouge
Marée noire, colère rouge és un documental francès dirigit per René Vautier i estrenat el 1978.

## Argument
L'enfonsament del petrolier Amoco Cadiz el març de 1978, davant de la costa de Portsall: informacions falses, conseqüències ecològiques desastroses van marcar l'esdeveniment que va despertar l'ira de la població bretona i els seus representants electes.

## Distincions
- Festival Internacional de Cinema de Rotterdam 1978: premi al millor documental[3]